# Автомагістралі Албанії

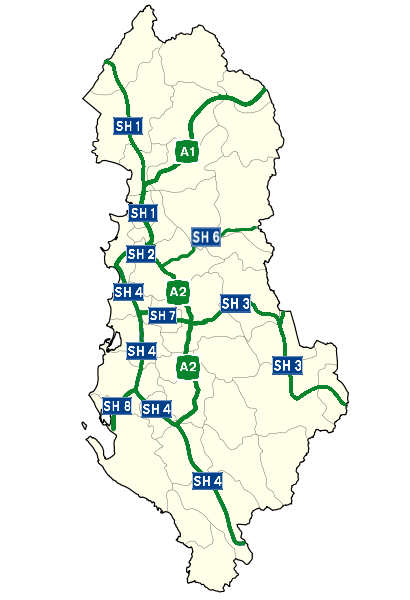
Мережа національних доріг

Автомобільні дороги в Албанії поділені на кілька категорій і знаходяться у віданні Міністерства транспорту та інфраструктури. Албанська дорожня мережа має протяжність близько 18 000 км, з них близько 7000 км мають тверде покриття (станом на 2002 рік).
Після падіння комунізму в 1991 році почалася модернізація дорожньої мережі Албанії. Була побудована перша високошвидкісна автодорога SH2, що з'єднує Тирану з Дурресом через Вору. З 2000-х років якість основних доріг значно покращилась, хоча вони і не мають стандартів у галузі проектування та безпеки дорожнього руху.

## Категорії доріг
Нижче представлений перелік категорій, на які поділяються албанські автодороги.

### Rruga Autostradale
Мережа Rruga Autostradale (шосе) знаходиться в стадії будівництва. Зустрічні напрямки конструктивно розділені, є по дві смуги руху в кожному напрямку і узбіччя. Крім того, дороги обладнані багаторівневими розв'язками. Позначення цих доріг зеленого кольору, окремі маршрути позначаються буквою А і номером траси.
На вже побудованих магістралях діє обмеження швидкості в 110 км/год, дорожнє мито (поки) не стягується.

### Rruga Shtetërore
Слідом за шосе йде мережа Rruga Shtetërore (національні дороги). Це високошвидкісні автодороги, що з'єднують великі міста. Якість цих доріг може бути різною. Вони можуть мати широкі ділянки як біля шосе, а на деяких ділянках звужуватися до однієї смуги в кожному напрямку. Ці дороги позначаються знаками синього кольору. Знаки містять абревіатуру SH та номер відповідної траси. Максимально допустима швидкість на цих дорогах становить 90 км/год.

### Rruga Rrethi
Дороги між окремими округами (Rrethi) входять в мережу Rruga Rrethi (окружні дороги). Максимально допустима швидкість на цих дорогах складає 80 км/год за містом і 40 км/год в місті. Вони позначені абревіатурою RR з відповідним номером.

### Rruga Komunale
Другорядні дороги між окремими комунами Rruga Komunale (муніципальні дороги). Ці дороги звичайно мають невисокі стандарти будівництва, невелику довжину і невисокий транспортний потік. Як і на Rruga Rrethi, на цих дорогах максимально допустима швидкість складає 80 км/год за містом і 40 км/год в місті. Ці дороги позначені буквою K з відповідним номером.